# Marcia Wallace

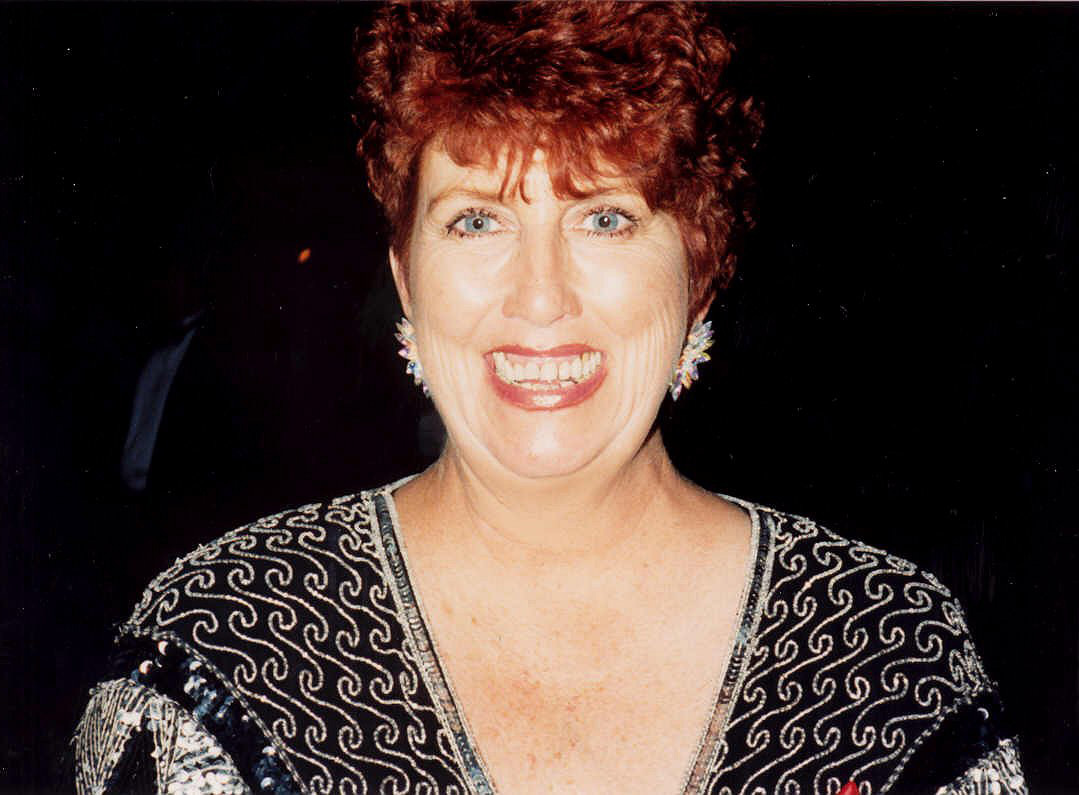
Marcia Wallace

Marcia Wallace, född 1 november 1942 i Creston, Iowa, död 25 oktober 2013 i Los Angeles, Kalifornien, var en amerikansk röstskådespelare. Wallace var främst känd för att ha gjort rösten till Edna Krabappel i Simpsons.